# Кротовщинский сельский совет
Кротовщинский сельский совет (укр. Кротівщинська сільська рада) — входит в состав Великобагачанского района Полтавской области Украины.
Административный центр сельского совета находится в с. Кротовщина.

## История
- 1920 — дата образования.

## Населённые пункты совета
- с. Кротовщина
- с. Лукаши
- с. Скибовщина